# クラスタマメ
クラスタマメ (cluster bean、学名 Cyamopsis tetragonoloba) は、マメ科の一年生植物。グアー豆、グァー豆、グアール豆とも呼ばれる。
インド、パキスタン原産。

## 栽培
栽培には十分な降雨量、日光、排水のよい土壌が必要である。しかし、乾燥条件でも比較的強く、雨の少ない地方でも育つ。原産地のほか、アメリカ、オーストラリア、アフリカでも栽培されている。

## 利用
インドではグアーサブジーやグアーカレーといった料理で食されている。
本種のいわゆる胚乳（正確には子葉）部を粉砕して得られたグアーガムは食品添加物として認められており、増粘剤、増粘安定剤、ゲル化剤として広く用いられている。グアー豆を酵素で処理したグアー豆酵素分解物は水溶性食物繊維として用いられている。

## 脚註
1. ↑  『新編　食用作物』　星川清親　養賢堂　昭和60年5月10日訂正第5版　p551